# Socialdemokrater för tro och solidaritet
Socialdemokrater för tro och solidaritet (STS), fram till 2011 Sveriges kristna socialdemokraters förbund (SKSF, kallad Broderskapsrörelsen), är en svensk politisk sidoorganisation inom Socialdemokratiska arbetarepartiet (SAP), som ursprungligen organiserade protestantiskt kristna socialdemokrater, men sedan 2011 troende inom olika religioner.

## Historik
Den första lokala gruppen grundades i Örebro redan 1924. Sveriges Kristna Socialdemokraters Förbund (SKSF) bildades 1929 med komminister Bertil Mogård som förbundsordförande, och organiserade socialdemokrater inom såväl svenska kyrkan som frikyrkor. Vid denna tid fanns spänningar mellan den sekulära arbetarrörelsen och kyrkorna, som ofta hade ledningar med konservativa värderingar. Kristna socialdemokrater ansågs vid denna tid vara för radikala i sina församlingar och för religiösa i sitt parti, och socialdemokratin var därför från början kluven i sitt förhållande till Broderskapsrörelsen men den kom att få stöd av Per Albin Hansson. År 1956 fick Broderskapsrörelsen en adjungerad representant i socialdemokratiska partistyrelsen och 1969 en representant i partistyrelsens verkställande utskott.
Redan 1999 hade organisationen ett samarbete med Sveriges muslimska råd med målet att öka antalet muslimer på valbar plats i partiet. År 2011 bytte organisationen namn till Socialdemokrater för Tro och Solidaritet för att spegla att organisationen "är en rörelse för socialdemokrater av olika religiös tro".

## Teologisk och ideologisk grund
Förbundet hade tidigare som motto bibelordet ”Bär varandras bördor” och från 2004 fram till namnbytet också bibelordet ”Bli ordets görare, inte bara dess hörare” (ur Jakobs brev 1:22). Idag beskriver rörelsen sig med orden: "Socialdemokrater för tro och solidaritet glöder för fred, frihet och rättvisa. Vi vårdar solidariteten och slåss mot orättvisorna, gärna tillsammans med dig. Vi vill bygga en hållbar värld där alla behövs, alla får plats och ingen diskrimineras." Rörelsen utgår enligt sitt manifest från 2017 från kärleksbudet, och inspireras av Jesu ord ”vad ni har gjort för någon av dessa minsta som är mina bröder, det har ni gjort för mig”, av Koranens påbud om att värna den fattiges rätt, av Torans föreskrifter om att förvalta Skapelsen liksom respekten för allt levande i hinduistisk och buddhistisk tradition.

## Profilering
STS har under historien profilerat sig i frågor som rör fred och nedrustning, bistånd, mänskliga rättigheter, flykting-, migrations- och asylfrågor, miljöfrågor och Mellanöstern, särskilt Israel och Palestina-konflikten, samt antirasism, och arbete mot diskriminering av minoriteter. STS har politiska riktlinjer kring områden som social rättvisa, internationell solidaritet, hållbar utveckling, militär alliansfrihet, religionsfrihet samt kvinnofridsbrott. Tidigare betonades även hbtq-frågor, och religionsdialog i syfte att motverka antisemitism och islamofobi.
I april 2020 presenterade Socialdemokrater för tro och solidaritet skriften "28 förslag för en human asylpolitik" där man bland annat föreslog stopp för alla utvisningar till Afghanistan, amnesti för ensamkommande unga som varit i Sverige i mer än ett år och permanenta uppehållstillstånd för människor som inte kunnat utvisas på fyra år.

## Verksamhet
Förbundet är organiserat i 26 distrikt och ett hundratal lokalgrupper. Sedan 1960-talet samarbetar förbundet med svenska freds- och biståndsorganisationer genom en fond för internationella projekt, kallad Broderskapsfonden. Rörelsen samlar in bidrag till Broderskapsfonden för att förmedla bistånd till utvecklingsländer. 
Ordförande för Tro och Solidaritet är sedan 2020 Sara Kukka-Salam, och vice ordförande Jesper Eneroth. De efterträdde Ulf Bjereld respektive Mariam Osman Sherifay. Förbundssekreterare sedan 2014 är Hans Josefsson Kända medlemmar är EU-parlamentarikern Anna Hedh, socialdemokraternas partisekreterare Carin Jämtin, Stefan Edman och energiminister Ibrahim Baylan. Socialdemokraterna hade 2014 ett trettiotal riksdagsledamöter som var medlemmar i Tro och solidaritet.
Tidningen Tro & Politik började ges ut 1928 under namnet Broderskap. Organisationen tillhör International League of Religious Socialists (ILRS), som är associerad medlem i Socialistinternationalen.
Förbundet är stödorganisation till Ship to Gaza.

## Kontroverser
Organisationen kritiserades efter att ha inbjudit en antisionistisk försvarare av terrordåd som talare 2005 och när man 2023 förordade Omar Mustafa i partistyrelsen, trots att han också var ordförande för Islamiska förbundet i Sverige, som har beskrivits som en islamistisk organisation delvis inspirerad av Muslimska brödraskapet. Dåvarande ordförande för Socialdemokrater för tro och solidaritet, Peter Weiderud, avvisade anklagelserna om samarbete med islamistiska organisationer och skrev att man inte samtidigt kan vara både socialdemokrat och islamist. Organisationsstyrelsen publicerade 2014 kritik mot den feministiska och socialdemokratiska muslimen Nalin Pekgul som anklagat Mehmet Kaplan, miljöpartistisk bostadsminister i regeringen Löfven I, för att ha "en dold agenda".

## Ordförande
- Bertil Mogård 1929–1954
- Åke Zetterberg 1954–1968
- Evert Svensson 1968–1986
- Georg Andersson 1986–1990
- Torgny Larsson 1990–1992
- Berndt Ekholm 1992–1999
- Anna Berger Kettner 1999–2005
- Peter Weiderud 2005–2015
- Ulf Bjereld 2015–2020
- Sara Kukka-Salam 2020–

### Vice ordförande
- Cecilia Dalman Eek 2011–2016
- Mariam Osman Sherifay 2016–2020
- Jesper Eneroth 2020–